# Alicia Plaza
Alicia Plaza   (Caracas, 30 d'abril de 1957) és una veterana actriu veneçolana. Ha treballat en diversos telenovel·les i més recentment ha participat en diverses produccions a Miami, Estats Units d'Amèrica.

## Filmografia

### Pel·lícules
| Any  | Pel·lícula           | Paper |
| ---- | -------------------- | ----- |
| 1982 | Mosquita muerta      |       |
| 1984 | Adiós Miami          |       |
| 1983 | La casa de agua      |       |
| 1985 | El atentado          |       |
| 1998 | 100 años de perdón   | Rita  |
|      | Atenea y Afrodita    |       |
| 2006 | Chao Cristina (RCTV) | Lucía |

### Telenovel·les
| Any       | Telenovel·la                    | Paper                         | Cadena     |
| --------- | ------------------------------- | ----------------------------- | ---------- |
| 1979      | Rosángela                       | Rosita                        | Venevisión |
| 1982      | ¿Qué pasó con Jacqueline?       |                               | RCTV       |
| 1982      | Jugando a vivir                 | Eloísa Peña                   | RCTV       |
| 1983      | Bienvenida Esperanza            | Meliza Acuña                  | RCTV       |
| 1985      | La graduación de un delincuente |                               |            |
| 1990      | Pobre diabla                    | Bárbara                       | CANAL 13   |
| 1992      | Por estas calles                |                               | RCTV       |
| 1994      | Alejandra                       | Morella                       | RCTV       |
| 1995      | Ilusiones                       |                               |            |
| 1996      | Los amores de Anita Peña        |                               | RCTV       |
| 1998      | Reina de corazones              | Virtudes                      | RCTV       |
| 2000      | Hay amores que matan            | Mónica de Montenegro          | RCTV       |
| 2001      | La soberana                     | Rosa Ozores                   | RCTV       |
| 2002      | Trapos íntimos                  | Beba Solís                    | RCTV       |
| 2004      | Negra consentida                | Herminia Meaño de Nascimiento | RCTV       |
| 2006      | Mi vida eres tú                 | Adela                         | Telemundo  |
| 2007      | Acorralada                      | Bruna Pérez                   | Venevisión |
| 2007-2008 | Pecados ajenos                  | Mónica Rojas                  | Venevisión |
| 2009      | Un esposo para Estela           | Priscila                      | Venevisión |